# Dresurno jahanje
Dresurno jahanje oblik je jahanja koji se izvodi na izložbi i natjecanju, kao i umjetnost koja se ponekad provodi isključivo radi majstorstva. Kao konjički sport s pravilima koje je propisala Međunarodna konjička federacija, dresurno jahanje opisano je kao najviši izraz treninga konja gdje se od konja i jahača očekuje izvedba niza unaprijed određenih pokreta napamet.
Natjecanja se održavaju na svim razinama od amaterskih do Olimpijskih igara i Svjetskih konjičkih igara. Njegova temeljna svrha je razviti, kroz standardizirane progresivne metode treninga, prirodne atletske sposobnosti konja i želju za nastupom, čime se maksimizira njegov potencijal kao jahaćeg konja. Na vrhuncu gimnastičkog razvoja dresurnog konja, konj glatko odgovara na minimalna pomagala vještog jahača. Jahač je opušten dok konj spremno izvodi traženi pokret.
Disciplina se spominje u Ksenofontovim spisima. Moderno dresurno jahanje razvilo se kao važna jahačka disciplina od renesanse kada su objavljena Pravila jahanja Federica Grisonea 1550. godine. Mnogo toga u sustavima treninga koji se danas koriste odražava praksu klasičnoga dresurnoga jahanja.
U suvremenim natjecanjima u dresurnom jahanju uspješan trening na različitim razinama pokazuje se izvođenjem »testova«, propisanih nizova pokreta koji se izvode unutar standardne arene. Sudci ocjenjuju svaki pokret na temelju standarda koji odgovara razini ispita i svakom pokretu dodjeljuju ocjenu od nula do deset – nula je »nije izvedeno«, a deset »izvrsno«. Natjecatelj koji postigne svih 6s (ili ukupno 60 %) obično može prijeći na sljedeću razinu.

## Galerija
- pokret »Piaffe«
- pokret »Španjolski korak«
- andaluzijski konj u dresurnom jahanju
- dresurno jahanje na OI 1980.